# Anita Ekberg
Anita Ekberg (født Kerstin Anita Marianne Ekberg 29. september 1931 i Malmö, død 11. januar 2015 i Rocca di Papa) var en svensk skuespiller. Anita Ekberg var især kendt for sin rolle som Sylvia i filmen La dolce vita (da. Det søde liv) fra 1960 af Federico Fellini. I filmen tager Ekberg det berømmelige bad i Trevi-fontænen i Rom. Den vandt samme år De Gyldne Palmer ved Filmfestivalen i Cannes.

## Biografi
Anita Ekberg var datter af Alva og Gustav Ekberg. I barndommen boede familien i Östra Fäladsgatan 29 i Malmö. I 1951 vandt hun skønhedskonkurrencen Fröken Sverige. I det år tog Ekberg til USA for at deltage i Miss Universumkonkurrencen. Hun vandt ikke, men hun modtog flere tilbud om arbejde, som fotomodel og som værtinde på natklubber før hun fik sin filmdebut i Hollywood i 1953. Howard Hughes ønskede, at hun skulle ændre sit navn, fordi Ekberg angivelig var svært at udtale. Anita Ekberg nægtede imidlertid og anså, at hvis hun blev berømt, skulle folk nok lære at udtale hendes navn. Ekberg fik et mindre gennembrud på film med en rolle i Krig og fred (1956). Verdensberømmelse opnåede Ekberg efter at have spillet med i italienske film af instruktøren Federico Fellini. I 1987 spillede hun en rolle i Intervista. Ekberg har aldrig medvirket i nogle svenske film. Anita Ekberg var mellem 1956-1959 gift med den engelske skuespilleren Anthony Steel og efter det, mellem 1963-1975 med skuespilleren Rik Van Nutter. Ekbergs store kærlighed var Giovanni Agnelli, ejer af industrikoncernen Fiat. I flere år var de et par, til trods for at Agnelli var gift med prinsesse Marella Caracciolo di Castagneto. Anita Ekberg døde på klinikken San Raffaele di Rocca di Papa, lige ved Castelli Romani den 11. januar 2015.